# Comité exécutif sioniste

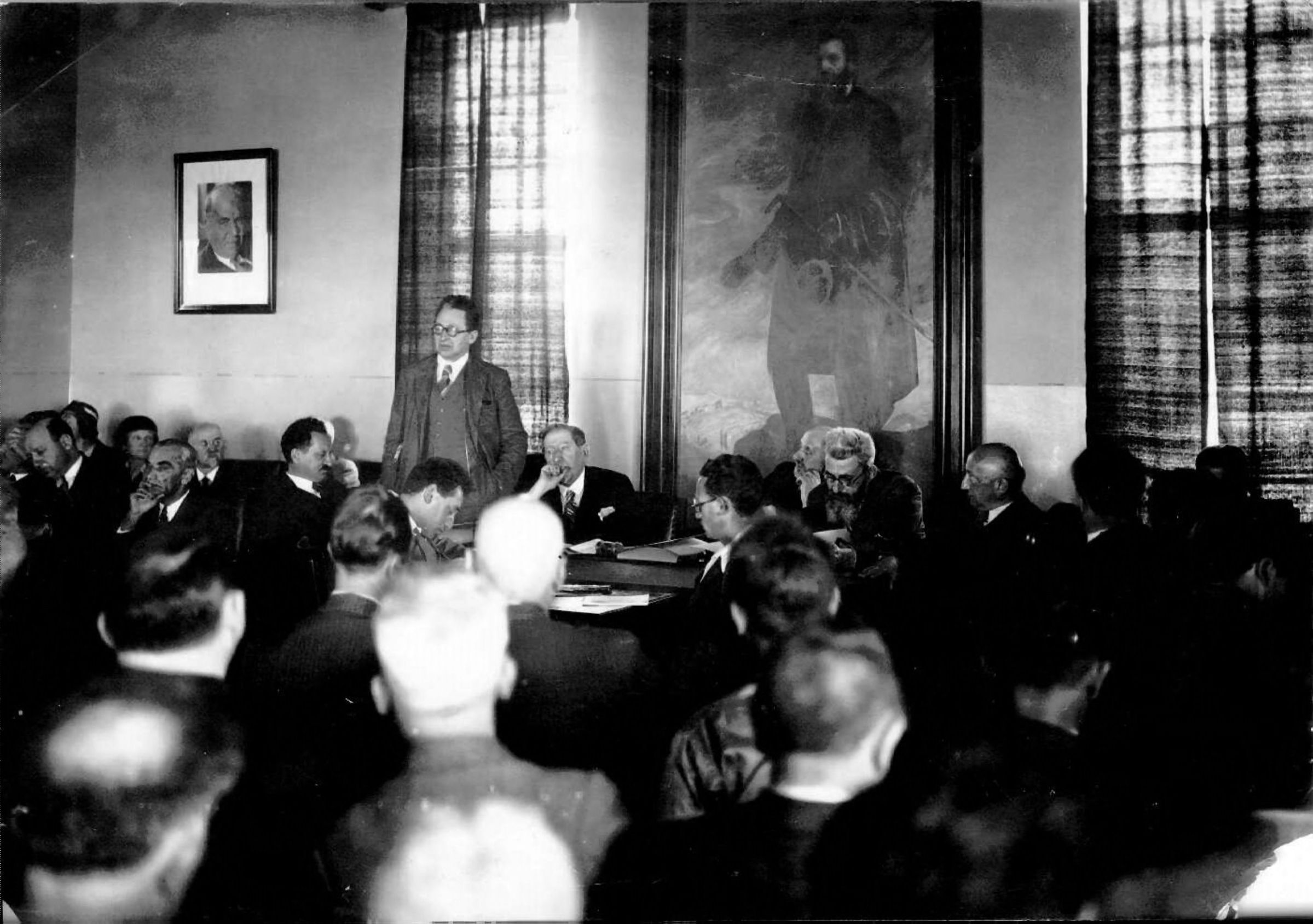
Conseil général sioniste en 1935

Le Comité exécutif sioniste (הועד הפועל הציוני) est une institution supérieure de l'Organisation sioniste mondiale. Il est composé de membres élus du Congrès sioniste et de représentants des instituts centraux du mouvement sioniste.
Directeurs du Comité exécutif sioniste :
- 1921-1925 : le rabbin et Dr Tzvi-Peretz Hayot ;
- 1925-1933 : Aryé-Yéhouda-Léo Motzkin ;
- 1935-1941 : Menahem Ussishkin ;
- 1946-1949 : Dr Stephen Weiz ;
- 1949-1959 : Yosef Spinzak ;
- 1959-1961 : Berl Locker ;
- 1961-1968 : Yaakov Tzur ;
- 1968-1971 : Ehoud Avriel ;
- 1972-1978 : Yitzhak Navon.

## Sources
- Efraïm et Ménahem Talmi, Lexique sioniste. Éd. Maariv. Tel-Aviv 1982.